# Taxonomie plžů (Bouchet & Rocroi, 2005)

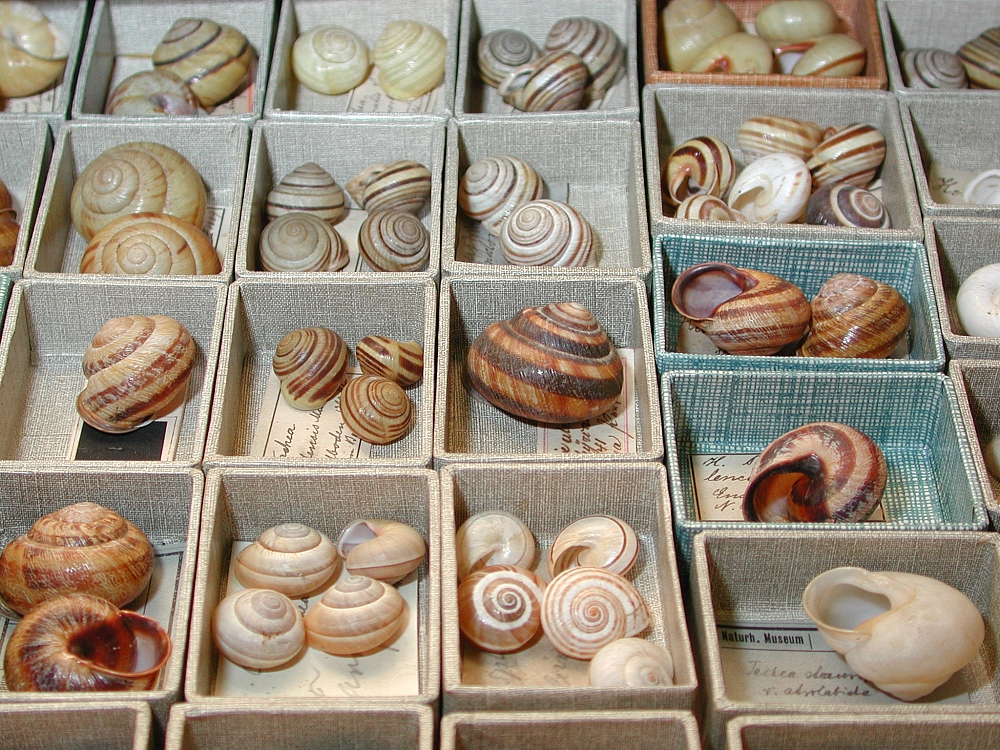
Rozdělení plži

Taxonomie plžů sensu (Bouchet & Rocroi, 2005) je starší systém pro klasifikaci všech plžů do čeledi a výše. Je založen převážně na základě výzkumů v oblasti molekulární fylogenetiky. Nahradil předchozí taxonomii plžů (Ponder & Lindberg, 1997) a v roce 2017 byl nahrazen aktualizovaným systémem.
Pro taxony nad kategorií nadčeleď používá nekategorizované (anglicky: unranked) klady. U některých taxonů je místo kladu použit název "group" nebo "informal group". Klady pravděpodobně obsahují jediného společného předka, kdežto u "informal group" se předpokládá, že obsahují více společných předků nebo pouze část linie. Další výzkum by měl vyřešit fylogenetické vztahy u těchto taxonů.
Od roku 2005 bylo dalšími autory mnoho částí tohoto systému upraveno a aktualizováno (en:Changes in the taxonomy of gastropods since 2005).

## Přehled hlavních kladů a skupin
- Paleozoičtí měkkýši nejistého systematického zařazení
- klad Patellogastropoda
- klad Vetigastropoda
- klad Cocculiniformia
- klad Neritimorpha
  - Paleozoičtí Neritimorpha nejistého systematického zařazení
  - klad †Cyrtoneritimorpha
  - klad Cycloneritimorpha
- klad Caenogastropoda
  - Caenogastropoda nejistého systematického zařazení
  - informal group Architaenioglossa
  - klad Sorbeoconcha
  - klad Hypsogastropoda
    - klad Littorinimorpha
    - informal group Ptenoglossa
    - klad Neogastropoda
- klad Heterobranchia
  - informal group Lower Heterobranchia
  - informal group Opisthobranchia
    - klad Cephalaspidea
    - klad Thecosomata
    - klad Gymnosomata
    - klad Aplysiomorpha
    - group Acochlidiacea
    - klad Sacoglossa
    - group Cylindrobullida
    - klad Umbraculida
    - klad Nudipleura
      - klad Pleurobranchomorpha
      - klad Nudibranchia
        - klad Euctenidiacea
        - klad Dexiarchia
          - klad Pseudoeuctenidiacea
          - klad Cladobranchia
            - klad Euarminida
            - klad Dendronotida
            - klad Aeolidida

  - informal group Pulmonata
    - informal group Basommatophora
    - klad Eupulmonata
      - klad Systellommatophora
      - klad Stylommatophora
        - klad Elasmognatha
        - klad Orthurethra
        - informal group Sigmurethra

## Taxonomie
Zařazení všech čeledí plžů v systému. České názvy čeledí jsou podle Pflegera (1999).

### Paleozoičtí měkkýši nejistého systematického zařazení
(obsahuje pouze fosilní čeledi)

#### nejisté zařazení (plži nebopřílipkovci)
- nezařazeno do nadčeledi
  - † Khairkhaniidae
  - † Ladamarekiidae
  - † Metoptomatidae
  - † Patelliconidae
  - † Protoconchoididae
- Archinacelloidea
  - † Archinacellidae
  - † Archaeopragidae
- Pelagielloidea
  - † Pelagiellidae
  - † Aldanellidae
- Scenelloidea
  - † Scenellidae
  - † Coreospiridae
  - † Igarkiellidae
- Yochelcionelloidea
  - † Yochelcionellidae
  - † Stenothecidae
  - † Trenellidae

#### S isostroficky vinutou schránkou nejistého zařazení (plži nebo přílipkovci)
- Bellerophontoidea
  - † Bellerophontidae
  - † Bucanellidae
  - † Bucaniidae
  - † Euphemitidae
  - † Pterothecidae
  - † Sinuitidae
  - † Tremanotidae
  - † Tropidodiscidae

#### S anisostroficky vinutou schránkou nejistého zařazení (plži?)
- Euomphaloidea
  - † Euomphalidae
  - † Helicotomidae
  - † Lesueurillidae
  - † Omphalocirridae
  - † Omphalotrochidae
- Macluritoidea
  - † Macluritidae

### základní taxony, které jsou jistě plži
(obsahuje pouze fosilní čeledi)
- nezařazeno do nadčeledi
  - † Anomphalidae
  - † Codonocheilidae
  - † Crassimarginatidae
  - † Holopeidae
  - † Isospiridae
  - † Opisthonematidae
  - † Paraturbinidae
  - † Planitrochidae
  - † Pragoserpulinidae
  - † Pseudophoridae
  - † Raphistomatidae
  - † Rhytidopilidae
  - † Scoliostomatidae
  - † Sinuopeidae
- Clisospiroidea
  - † Clisospiridae
  - † Onychochilidae
- Loxonematoidea
  - † Loxonematidae
  - † Palaeozygopleuridae
- Ophiletoidea
  - † Ophiletidae
- Straparollinoidea
  - † Straparollinidae
- Trochonematoidea
  - † Trochonematidae
  - † Lophospiridae

### kladPatellogastropoda
- nadčeleď Patelloidea
  - čeleď Patellidae přílipkovití
- nadčeleď Nacelloidea
  - čeleď Nacellidae
- nadčeleď Lottioidea
  - čeleď Lottiidae
  - čeleď Acmaeidae kuželnatkovití
  - čeleď Lepetidae
- nadčeleď Neolepetopsoidea
  - čeleď Neolepetopsidae
  - † čeleď Daminilidae
  - † čeleď Lepetopsidae

### kladVetigastropoda
- nezařazeno do nadčeledi
  - čeleď Ataphridae
  - čeleď Pendromidae
  - † čeleď Schizogoniidae
- nadčeleď †Amberleyoidea
  - † čeleď Amberleyidae
  - † čeleď Nododelphinulidae
- nadčeleď †Eotomarioidea
  - † čeleď Eotomariidae
  - † čeleď Gosseletinidae
  - † čeleď Luciellidae
  - † čeleď Phanerotrematidae
- nadčeleď Fissurelloidea
  - čeleď Fissurellidae děrnatkovití
- nadčeleď Haliotoidea
  - čeleď Haliotidae ušňovití
  - † čeleď Temnotropidae
- nadčeleď Lepetelloidea
  - čeleď Lepetellidae
  - čeleď Addisoniidae
  - čeleď Bathyphytophilidae
  - čeleď Caymanabyssiidae
  - čeleď Cocculinellidae
  - čeleď Osteopeltidae
  - čeleď Pseudococculinidae
  - čeleď Pyropeltidae
- nadčeleď Lepetodriloidea
  - čeleď Lepetodrilidae
  - čeleď Clypeosectidae
  - čeleď Sutilizonidae
- nadčeleď †Murchisonioidea
  - † čeleď Murchisoniidae
  - † čeleď Cheeneetnukiidae
  - † čeleď Hormotomidae
- nadčeleď Neomphaloidea
  - čeleď Neomphalidae
  - čeleď Melanodrymiidae
  - čeleď Peltospiridae
- nadčeleď Pleurotomarioidea
  - čeleď Pleurotomariidae zářezovkovití
  - † čeleď Catantostomatidae
  - † čeleď Kittlidiscidae
  - † čeleď Phymatopleuridae
  - † čeleď Polytremariidae
  - † čeleď Portlockiellidae
  - † čeleď Rhaphischismatidae
  - † čeleď Trochotomidae
  - † čeleď Zygitidae
- nadčeleď †Porcellioidea
  - † čeleď Porcelliidae
  - † čeleď Cirridae
  - † čeleď Discohelicidae
  - † čeleď Pavlodiscidae
- nadčeleď Scissurelloidea
  - čeleď Scissurellidae
  - čeleď Anatomidae
- nadčeleď Seguenzioidea
  - čeleď Seguenziidae
  - čeleď Chilodontidae
  - † čeleď Eucyclidae
  - † čeleď Laubellidae
- nadčeleď Trochoidea
  - čeleď Trochidae kotoučovití
  - čeleď Calliostomatidae
  - † čeleď Elasmonematidae
  - † čeleď Eucochlidae
  - † čeleď Microdomatidae
  - † čeleď Proconulidae
  - čeleď Solariellidae
  - † čeleď Tychobraheidae
  - † čeleď Velainellidae
- nadčeleď Turbinoidea
  - čeleď Turbinidae donkovití
  - čeleď Liotiidae
  - čeleď Phasianellidae bažantovkovití

### kladCocculiniformia
- nadčeleď Cocculinoidea
  - čeleď Cocculinidae
  - čeleď Bathysciadiidae

### kladNeritimorpha(= Neritopsina)
Obsahuje paleozoické Neritomorpha nejistého zařazení a klady Cyrtoneritimorpha a Cycloneritimorpha
- nezařazeno do nadčeledi
  - † čeleď Craspedostomatidae
  - † čeleď Pragoscutulidae
- nadčeleď Nerrhenoidea
  - † čeleď Nerrhenidae
- nadčeleď Oriostomatoidea
  - † čeleď Oriostomatidae
  - † čeleď Tubinidae
- nadčeleď Palaeotrochoidea
  - † čeleď Palaeotrochidae
- nadčeleď Platyceratoidea
  - † čeleď Platyceratidae

#### kladCyrtoneritimorpha
- - † čeleď Orthonychiidae
  - † čeleď Vltaviellidae

#### kladCycloneritimorpha
- nadčeleď Helicinoidea
  - čeleď Helicinidae helicínovití
  - † čeleď Dawsonellidae
  - † čeleď Deaniridae
  - čeleď Neritiliidae
  - čeleď Proserpinellidae
  - čeleď Proserpinidae
- nadčeleď Hydrocenoidea
  - čeleď Hydrocenidae vlhkomilkovití
- nadčeleď Neritoidea
  - čeleď Neritidae zubovcovití
  - čeleď Phenacolepadidae
  - † čeleď Pileolidae
- nadčeleď Neritopsoidea
  - čeleď Neritopsidae prazubovcovití
  - † čeleď Cortinellidae
  - † čeleď Delphinulopsidae
  - † čeleď Plagiothyridae
  - † čeleď Pseudorthonychiidae
  - čeleď Titiscaniidae
- nadčeleď Symmetrocapuloidea
  - † čeleď Symmetrocapulidae

### kladCaenogastropoda
Obsahuje Caenogastropoda nejistého systematického zařazení a, informal group Architaenioglossa a klady Sorbeoconcha a Hypsogastropoda
- Caenogastropoda nejistého systematického zařazení
  - † čeleď Plicatusidae
  - † čeleď Spanionematidae
  - † čeleď Spirostylidae
- nadčeleď Acteoninoidea
  - † čeleď Acteoninidae
  - † čeleď Anozygidae
  - † čeleď Soleniscidae
- nadčeleď Dendropupoidea
  - † čeleď Dendropupidae
  - † čeleď Anthracopupidae
- nadčeleď Paleostyloidea
  - † čeleď Palaeostylidae
  - † čeleď Goniasmatidae
  - † čeleď Pithodeidae
- nadčeleď Peruneloidea
  - † čeleď Perunelidae
  - † čeleď Chuchlinidae
  - † čeleď Imoglobidae
  - † čeleď Sphaerodomidae
- nadčeleď Pseudomelanioidea
  - † čeleď Pseudomelaniidae
  - † čeleď Trajanellidae
- nadčeleď Subulitoidea
  - † čeleď Subulitidae
  - † čeleď Ischnoptygmatidae
- grad (anglicky: grade) Zygopleuroid group
  - † čeleď Zygopleuridae
  - čeleď Abyssochrysidae
  - † čeleď Polygyrinidae
  - † čeleď Protoculidae
  - čeleď Provannidae
  - † čeleď Pseudozygopleuridae

### informal groupArchitaenioglossa
- nadčeleď Ampullarioidea
  - čeleď Ampullariidae ampulárkovití
  - † čeleď Naricopsinidae
- nadčeleď Cyclophoroidea
  - čeleď Cyclophoridae závitovkovití
  - čeleď Aciculidae jehlovkovití
  - čeleď Craspedopomatidae
  - čeleď Diplommatinidae
  - † čeleď Ferussinidae
  - čeleď Maizaniidae
  - čeleď Megalomastomatidae
  - čeleď Neocyclotidae poteriovití
  - čeleď Pupinidae pupínovití
- nadčeleď Viviparoidea
  - čeleď Viviparidae bahenkovití
  - † čeleď Pliopholygidae

### kladSorbeoconcha
- nezařazeno do nadčeledi
  - † čeleď Acanthonematidae
  - † čeleď Canterburyellidae
  - † čeleď Prisciphoridae
- nadčeleď Cerithioidea
  - čeleď Cerithiidae jehlankovití
  - čeleď Batillariidae
  - † čeleď Brachytrematidae
  - † čeleď Cassiopidae
  - čeleď Dialidae
  - čeleď Diastomatidae
  - † čeleď Eustomatidae
  - † čeleď Ladinulidae
  - † čeleď Lanascalidae
  - čeleď Litiopidae
  - † čeleď Maoraxidae
  - čeleď Melanopsidae
  - † čeleď Metacerithiidae
  - čeleď Modulidae modulovití
  - čeleď Pachychilidae
  - čeleď Paludomidae
  - čeleď Planaxidae planaxisovití
  - čeleď Pleuroceridae
  - † čeleď Popenellidae
  - čeleď Potamididae brakičníkovití
  - † čeleď Procerithiidae - Pokud je rod Argyropeza zařazen do této čeledi, pak tato čeleď není fosilní.
  - † čeleď Prostyliferidae
  - † čeleď Propupaspiridae
  - čeleď Scaliolidae
  - čeleď Siliquariidae
  - † čeleď Terebrellidae - není platné jméno
  - čeleď Thiaridae piskořkovití
  - čeleď Turritellidae věžulovití
- nadčeleď Campaniloidea
  - čeleď Campanilidae
  - čeleď Ampullinidae
  - čeleď Plesiotrochidae
  - † čeleď Trypanaxidae

### kladHypsogastropoda
Obsahuje klady Littorinimorpha, Neogastropoda a informal group Ptenoglossa.
- nezařazeno do nadčeledi
  - † čeleď Coelostylinidae
  - † čeleď Maturifusidae
  - † čeleď Pommerozygiidae
  - † čeleď Settsassiidae

#### kladLittorinimorpha
- nadčeleď Calyptraeoidea
  - čeleď Calyptraeidae
- nadčeleď Capuloidea
  - čeleď Capulidae
- nadčeleď Cingulopsoidea
  - čeleď Cingulopsidae
  - čeleď Eatoniellidae
  - čeleď Rastodentidae
- Superfamliy Cypraeoidea
  - čeleď Cypraeidae
  - čeleď Ovulidae
- nadčeleď Ficoidea
  - čeleď Ficidae
- nadčeleď Littorinoidea
  - čeleď Littorinidae plážovkovití
  - † čeleď Bohaispiridae
  - čeleď Pickworthiidae
  - čeleď Pomatiidae kruhoústkovití
  - † čeleď Purpurinidae
  - čeleď Skeneopsidae
  - † čeleď Tripartellidae
  - čeleď Zerotulidae
- nadčeleď Naticoidea
  - čeleď Naticidae
- nadčeleď Pterotracheoidea
  - čeleď Pterotracheidae
  - čeleď Atlantidae
  - † čeleď Bellerophinidae
  - čeleď Carinariidae
- nadčeleď Rissooidea
  - čeleď Rissoidae risoovití
  - čeleď Amnicolidae
  - čeleď Anabathridae
  - čeleď Assimineidae
  - čeleď Barleeiidae
  - čeleď Bithyniidae bahnivkovití
  - čeleď Caecidae
  - čeleď Calopiidae
  - čeleď Cochliopidae
  - čeleď Elachisinidae
  - čeleď Emblandidae
  - čeleď Epigridae
  - čeleď Falsicingulidae
  - čeleď Helicostoidae
  - čeleď Hydrobiidae praménkovití
  - čeleď Hydrococcidae
  - čeleď Iravadiidae
  - čeleď Lithoglyphidae
  - † čeleď Mesocochliopidae
  - čeleď Moitessieriidae
  - † čeleď Palaeorissoinidae
  - čeleď Pomatiopsidae
  - čeleď Stenothyridae
  - čeleď Tornidae
  - čeleď Truncatellidae nábřežníkovití
- nadčeleď Stromboidea
  - čeleď Strombidae
  - čeleď Aporrhaidae
  - † čeleď Colombellinidae
  - † čeleď Pugnellidae
  - čeleď Seraphsidae
  - čeleď Struthiolariidae
  - † čeleď Thersiteidae
  - † čeleď Tylostomatidae
- nadčeleď Tonnoidea
  - čeleď Tonnidae
  - čeleď Bursidae
  - čeleď Laubierinidae
  - čeleď Personidae
  - čeleď Pisanianuridae
  - čeleď Ranellidae
- nadčeleď Vanikoroidea
  - čeleď Vanikoridae
  - čeleď Haloceratidae
  - čeleď Hipponicidae
  - † čeleď Omalaxidae
- nadčeleď Velutinoidea
  - čeleď Velutinidae
  - čeleď Triviidae
- nadčeleď Vermetoidea
  - čeleď Vermetidae nedovitkovití
- nadčeleď Xenophoroidea
  - čeleď Xenophoridae
  - † čeleď Lamelliphoridae

#### informal groupPtenoglossa
- nadčeleď Epitonioidea
  - čeleď Epitoniidae obručankovití
  - čeleď Janthinidae vorenkovití
  - čeleď Nystiellidae
- nadčeleď Eulimoidea
  - čeleď Eulimidae
  - čeleď Aclididae
- nadčeleď Triphoroidea
  - čeleď Triphoridae jehličkovití
  - čeleď Cerithiopsidae ceritovití
  - čeleď Newtoniellidae

#### kladNeogastropoda
- nezařazeno do nadčeledi
  - † čeleď Johnwyattiidae
  - † čeleď Perissityidae
  - † čeleď Sarganidae
  - † čeleď Speightiidae
  - † čeleď Taiomidae
  - † čeleď Weeksiidae
- nadčeleď Buccinoidea
  - čeleď Buccinidae
  - čeleď Colubrariidae
  - čeleď Columbellidae
  - čeleď Fasciolariidae
  - čeleď Nassariidae
  - čeleď Melongenidae
- nadčeleď Muricoidea
  - čeleď Muricidae
  - čeleď Babyloniidae
  - čeleď Costellariidae
  - čeleď Cystiscidae
  - čeleď Harpidae
  - čeleď Marginellidae
  - čeleď Mitridae
  - † čeleď Pholidotomidae
  - čeleď Pleioptygmatidae
  - čeleď Strepsiduridae
  - čeleď Turbinellidae
  - čeleď Volutidae
  - čeleď Volutomitridae
- nadčeleď Olivoidea
  - čeleď Olividae
  - čeleď Olivellidae
- nadčeleď Pseudolivoidea
  - čeleď Pseudolividae
  - čeleď Ptychatractidae
- nadčeleď Conoidea
  - čeleď Conidae
  - čeleď Clavatulidae
  - čeleď Drilliidae
  - čeleď Pseudomelatomidae
  - čeleď Strictispiridae
  - čeleď Terebridae
  - čeleď Turridae
- nadčeleď Cancellarioidea
  - čeleď Cancellariidae

### kladHeterobranchia
Obsahuje informal group Heterobranchia, Opisthobranchia a Pulmonata

### informal group "Lower Heterobranchia" (=Allogastropoda)
- nezařazeno do nadčeledi
  - čeleď Cimidae
  - † čeleď Dolomitellidae
  - † čeleď Heterosubulitidae
  - † čeleď Kuskokwimiidae
  - † čeleď Misurinellidae
  - čeleď Orbitestellidae
  - čeleď Tjaernoeiidae
  - čeleď Xylodisculidae
- nadčeleď Acteonoidea
  - čeleď Acteonidae
  - † čeleď Acteonellidae
  - čeleď Aplustridae
  - čeleď Bullinidae
  - † čeleď Zardinellidae
- nadčeleď Architectonicoidea
  - čeleď Architectonicidae solárkovití
  - † čeleď Amphitomariidae
  - † čeleď Cassianaxidae
- nadčeleď Glacidorboidea
  - čeleď Glacidorbidae
- nadčeleď Mathildoidea
  - čeleď Mathildidae
  - † čeleď Ampezzanildidae
  - † čeleď Anoptychiidae
  - † čeleď Gordenellidae
  - † čeleď Tofanellidae
  - † čeleď Trachoecidae
- nadčeleď Nerineoidea
  - † čeleď Nerineidae
  - † čeleď Ceritellidae
  - † čeleď Nerinellidae
- nadčeleď Omalogyroidea
  - čeleď Omalogyridae
  - † čeleď Studraxidae
- nadčeleď Pyramidelloidea
  - čeleď Pyramidellidae
  - čeleď Amathinidae
  - † čeleď Heteroneritidae
  - čeleď Murchisonellidae
- nadčeleď Ringiculoidea
  - čeleď Ringiculidae
- nadčeleď Rissoelloidea
  - čeleď Rissoellidae
- nadčeleď Streptacidoidea
  - † čeleď Streptacididae
  - † čeleď Cassianebalidae
- nadčeleď Valvatoidea
  - čeleď Valvatidae točenkovití
  - čeleď Cornirostridae
  - čeleď Hyalogyrinidae
  - † čeleď Provalvatidae

### informal groupOpisthobranchia
Obsahuje klady Cephalaspidea, Thecosomata, Gymnosomata, Aplysiomorpha, Sacoglossa, Umbraculida, Nudipleura a skupiny Acochlidiacea a Cylindrobullida.

### kladCephalaspidea
- nadčeleď Bulloidea
  - čeleď Bullidae
- nadčeleď Diaphanoidea
  - čeleď Diaphanidae
  - čeleď Notodiaphanidae
- nadčeleď Haminoeoidea
  - čeleď Haminoeidae
  - čeleď Bullactidae
  - čeleď Smaragdinellidae
- nadčeleď Philinoidea
  - čeleď Philinidae
  - čeleď Aglajidae
  - čeleď Cylichnidae
  - čeleď Gastropteridae
  - čeleď Philinoglossidae
  - čeleď Plusculidae
  - čeleď Retusidae
- nadčeleď Runcinoidea
  - čeleď Runcinidae
  - čeleď Ilbiidae

### kladThecosomata
- nadčeleď Cavolinioidea
  - čeleď Cavoliniidae
  - čeleď Limacinidae
  - † čeleď Sphaerocinidae
- nadčeleď Cymbulioidea
  - čeleď Cymbuliidae
  - čeleď Desmopteridae
  - čeleď Peraclidae

### kladGymnosomata
- nadčeleď Clionoidea
  - čeleď Clionidae
  - čeleď Cliopsidae
  - čeleď Notobranchaeidae
  - čeleď Pneumodermatidae
- nadčeleď Hydromyloidea
  - čeleď Hydromylidae
  - čeleď Laginiopsidae

### kladAplysiomorpha(=Anaspidea)
- nadčeleď Aplysioidea
  - čeleď Aplysiidae
- nadčeleď Akeroidea
  - čeleď Akeridae

### groupAcochlidiacea
- nadčeleď Acochlidioidea
  - čeleď Acochlidiidae
- nadčeleď Hedylopsoidea
  - čeleď Hedylopsidae
  - čeleď Ganitidae
  - čeleď Livorniellidae
  - čeleď Minicheviellidae
  - čeleď Parhedylidae
  - čeleď Tantulidae
- nadčeleď Palliohedyloidea
  - čeleď Palliohedylidae
- nadčeleď Strubellioidea
  - čeleď Strubelliidae
  - čeleď Pseudunelidae

### kladSacoglossa

#### subcladeOxynoacea
- nadčeleď Oxynooidea
  - čeleď Oxynoidae
  - čeleď Juliidae
  - čeleď Volvatellidae

#### subcladePlacobranchacea
- nadčeleď Placobranchoidea
  - čeleď Placobranchidae
  - čeleď Boselliidae
  - čeleď Platyhedylidae
- nadčeleď Limapontioidea
  - čeleď Limapontiidae
  - čeleď Caliphyllidae
  - čeleď Hermaeidae

### groupCylindrobullida
- nadčeleď Cylindrobulloidea
  - čeleď Cylindrobullidae

### kladUmbraculida
- nadčeleď Umbraculoidea
  - čeleď Umbraculidae
  - čeleď Tylodinidae

### kladNudipleura

#### subcladePleurobranchomorpha
- nadčeleď Pleurobranchoidea
  - čeleď Pleurobranchidae

#### subcladeNudibranchia
Obsahuje klady Euctinidiacea a Dexiarchia
- nezařazeno do nadčeledi
  - čeleď Rhodopidae

##### kladEuctenidiacea(=Holohepatica)
Obsahuje subklady Gnathodoridacea a Doridacea

##### subcladeGnathodoridacea
- nadčeleď Bathydoridoidea
  - čeleď Bathydorididae

##### subcladeDoridacea
- nadčeleď Doridoidea
  - čeleď Dorididae
  - čeleď Actinocyclidae
  - čeleď Chromodorididae
  - čeleď Discodorididae
- nadčeleď Phyllidioidea
  - čeleď Phyllidiidae
  - čeleď Dendrodorididae
  - čeleď Mandeliidae
- nadčeleď Onchidoridoidea
  - čeleď Onchidorididae
  - čeleď Corambidae
  - čeleď Goniodorididae
- nadčeleď Polyceroidea (= Phanerobranchiata Non Suctoria)
  - čeleď Polyceridae
  - čeleď Aegiretidae - Bouchet & Rocroi (2005) uvádí Aegiretidae, což je nesprávný pravopis této čeledi. Správně je Aegiridae.
  - čeleď Gymnodorididae
  - čeleď Hexabranchidae
  - čeleď Okadaiidae

##### kladDexiarchia(=Actenidiacea)
Obsahuje klady Pseudoeuctenidiacea a Cladobranchia

##### kladPseudoeuctenidiacea(= Doridoxida)
- nadčeleď Doridoxoidea
  - čeleď Doridoxidae

##### kladCladobranchia(= Cladohepatica)
Obsahuje subklady Euarminida, Dendronotida a Aeolidida
- nezařazeno do nadčeledi
  - čeleď Charcotiidae
  - čeleď Dironidae
  - čeleď Dotidae
  - čeleď Embletoniidae
  - čeleď Goniaeolididae
  - čeleď Heroidae
  - čeleď Madrellidae
  - čeleď Pinufiidae
  - čeleď Proctonotidae

##### subcladeEuarminida
- nadčeleď Arminoidea
  - čeleď Arminidae
  - čeleď Doridomorphidae

##### subcladeDendronotida
- nadčeleď Tritonioidea
  - čeleď Tritoniidae
  - čeleď Aranucidae
  - čeleď Bornellidae
  - čeleď Dendronotidae
  - čeleď Hancockiidae
  - čeleď Lomanotidae
  - čeleď Phylliroidae
  - čeleď Scyllaeidae
  - čeleď Tethydidae

##### subcladeAeolidida
- nadčeleď Flabellinoidea (= Pleuroprocta)
  - čeleď Flabellinidae
  - čeleď Notaeolidiidae
- nadčeleď Fionoidea
  - čeleď Fionidae
  - čeleď Calmidae
  - čeleď Eubranchidae
  - čeleď Pseudovermidae
  - čeleď Tergipedidae
- nadčeleď Aeolidioidea
  - čeleď Aeolidiidae
  - čeleď Facelinidae
  - čeleď Glaucidae
  - čeleď Piseinotecidae

### informal GroupPulmonata
Obsahuje informal group Basommatophora a klad Eupulmonata

#### informal GroupBasommatophora
Obsahuje klad Hygrophila
- nadčeleď Amphiboloidea
  - čeleď Amphibolidae
- nadčeleď Siphonarioidea
  - čeleď Siphonariidae
  - † čeleď Acroreiidae

##### kladHygrophila
- nadčeleď Chilinoidea
  - čeleď Chilinidae
  - čeleď Latiidae
- nadčeleď Acroloxoidea
  - čeleď Acroloxidae
- nadčeleď Lymnaeoidea
  - čeleď Lymnaeidae
- nadčeleď Planorboidea
  - čeleď Planorbidae
  - čeleď Physidae

#### kladEupulmonata
Obsahuje klady Systellommatophora a Stylommatophora
- nadčeleď Trimusculoidea
  - čeleď Trimusculidae
- nadčeleď Otinoidea
  - čeleď Otinidae
  - čeleď Smeagolidae
- nadčeleď Ellobioidea
  - čeleď Ellobiidae

##### kladSystellommatophora(=Gymnomorpha)
- nadčeleď Onchidioidea
  - čeleď Onchidiidae
- nadčeleď Veronicelloidea
  - čeleď Veronicellidae
  - čeleď Rathouisiidae

##### kladStylommatophora
Obsahuje subklady Elasmognatha, Orthurethra a informal group Sigmurethra

##### subcladeElasmognatha
- nadčeleď Succineoidea
  - čeleď Succineidae
- nadčeleď Athoracophoroidea
  - čeleď Athoracophoridae

##### subcladeOrthurethra
- nadčeleď Partuloidea
  - čeleď Partulidae
  - čeleď Draparnaudiidae
- nadčeleď Achatinelloidea
  - čeleď Achatinellidae
- nadčeleď Cochlicopoidea
  - čeleď Cochlicopidae
  - čeleď Amastridae
- nadčeleď Pupilloidea
  - čeleď Pupillidae
  - čeleď Argnidae
  - čeleď Chondrinidae
  - † čeleď Cylindrellinidae
  - čeleď Lauriidae
  - čeleď Orculidae
  - čeleď Pleurodiscidae
  - čeleď Pyramidulidae
  - čeleď Spelaeoconchidae
  - čeleď Spelaeodiscidae
  - čeleď Strobilopsidae
  - čeleď Valloniidae
  - čeleď Vertiginidae
- nadčeleď Enoidea
  - čeleď Enidae
  - čeleď Cerastidae

##### informal GroupSigmurethra
- nadčeleď Clausilioidea
  - čeleď Clausiliidae
  - † čeleď Anadromidae
  - † čeleď Filholiidae
  - † čeleď Palaeostoidae
- nadčeleď Orthalicoidea
  - čeleď Orthalicidae
  - čeleď Cerionidae
  - čeleď Coelociontidae
  - † čeleď Grangerellidae
  - čeleď Megaspiridae
  - čeleď Placostylidae
  - čeleď Urocoptidae
- nadčeleď Achatinoidea
  - čeleď Achatinidae
  - čeleď Ferussaciidae
  - čeleď Micractaeonidae
  - čeleď Subulinidae
- nadčeleď Aillyoidea
  - čeleď Aillyidae
- nadčeleď Testacelloidea
  - čeleď Testacellidae
  - čeleď Oleacinidae
  - čeleď Spiraxidae
- nadčeleď Papillodermatoidea
  - čeleď Papillodermatidae
- nadčeleď Streptaxoidea
  - čeleď Streptaxidae
- nadčeleď Rhytidoidea
  - čeleď Rhytididae
  - čeleď Chlamydephoridae
  - čeleď Haplotrematidae
  - čeleď Scolodontidae
- nadčeleď Acavoidea
  - čeleď Acavidae
  - čeleď Caryodidae
  - čeleď Dorcasiidae
  - čeleď Macrocyclidae
  - čeleď Megomphicidae
  - čeleď Strophocheilidae
- nadčeleď Plectopyloidea
  - čeleď Plectopylidae
  - čeleď Corillidae
  - čeleď Sculptariidae
- nadčeleď Punctoidea
  - čeleď Punctidae
  - † čeleď Anastomopsidae
  - čeleď Charopidae
  - čeleď Cystopeltidae
  - čeleď Discidae
  - čeleď Endodontidae
  - čeleď Helicodiscidae
  - čeleď Oreohelicidae
  - čeleď Thyrophorellidae
- nadčeleď Sagdoidea
  - čeleď Sagdidae

##### limacoid clade
- nadčeleď Staffordioidea
  - čeleď Staffordiidae
- nadčeleď Dyakioidea
  - čeleď Dyakiidae
- nadčeleď Gastrodontoidea
  - čeleď Gastrodontidae
  - čeleď Chronidae
  - čeleď Euconulidae
  - čeleď Oxychilidae
  - čeleď Pristilomatidae
  - čeleď Trochomorphidae
  - fosilní taxony, které pravděpodobně patří do nadčeledi Gastrodontoidea:
    - podčeleď † Archaeozonitinae
    - podčeleď † Grandipatulinae
    - podčeleď † Palaeoxestininae
- nadčeleď Parmacelloidea
  - čeleď Parmacellidae
  - čeleď Milacidae
  - čeleď Trigonochlamydidae
- nadčeleď Zonitoidea
  - čeleď Zonitidae
- nadčeleď Helicarionoidea
  - čeleď Helicarionidae
  - čeleď Ariophantidae
  - čeleď Urocyclidae
- nadčeleď Limacoidea
  - čeleď Limacidae
  - čeleď Agriolimacidae
  - čeleď Boettgerillidae
  - čeleď Vitrinidae

##### Informal group Sigmurethra pokračování
Dvě následující nadčeledi patří do kladu Sigmurethra, ale nepatří do kladu limacoid clade:
- nadčeleď Arionoidea
  - čeleď Arionidae
  - čeleď Anadenidae
  - čeleď Ariolimacidae
  - čeleď Binneyidae
  - čeleď Oopeltidae
  - čeleď Philomycidae
- nadčeleď Helicoidea
  - čeleď Helicidae
  - čeleď Bradybaenidae
  - čeleď Camaenidae
  - čeleď Cepolidae
  - čeleď Cochlicellidae
  - čeleď Elonidae
  - čeleď Epiphragmophoridae
  - čeleď Halolimnohelicidae
  - čeleď Helicodontidae
  - čeleď Helminthoglyptidae
  - čeleď Humboldtianidae
  - čeleď Hygromiidae
  - čeleď Monadeniidae
  - čeleď Pleurodontidae
  - čeleď Polygyridae
  - čeleď Sphincterochilidae
  - čeleď Thysanophoridae
  - čeleď Trissexodontidae
  - čeleď Xanthonychidae